# Mnet Asian Music Awards 2020
Die 22. Mnet Asian Music Awards wurden am 6. Dezember 2020 aufgrund der Covid-19-Pandemie erstmals als Online-Event veranstaltet. Moderiert wurde die Show von Schauspieler Song Joong-ki.
Das Motto der Veranstaltung lautete in diesem Jahr „NEW-TOPIA“.

## Abstimmungskriterien
Qualifiziert für eine Nominierung waren Lieder und Alben, die zwischen dem 24. Oktober 2019 und dem 28. Oktober 2020 veröffentlicht wurden.
Die Nominierten wurden am 29. Oktober 2020 bekannt gegeben. Vom 29. Oktober bis zum 5. Dezember fand die Online-Abstimmung statt. Die Abstimmung über soziale Medien war vom 29. Oktober bis zum 6. Dezember möglich.

### K-Pop
| Kategorien                                 | Mwave Online-Abstimmung | MAMA Expertenjury | Digitale Verkäufe | Alben-Verkäufe | Musikvideo Abrufzahlen |
| ------------------------------------------ | ----------------------- | ----------------- | ----------------- | -------------- | ---------------------- |
| Artist of the Year und Künstler-Kategorien | 30 %                    | 30 %              | 20 %              | 20 %           | –                      |
| Song of the Year und Genre-Kategorien      | 20 %                    | 40 %              | 30 %              | 10 %           | –                      |
| Album of the Year                          | –                       | 40 %              | –                 | 60 %           | –                      |
| Best Music Video                           | –                       | 70 %              | –                 | –              | 30 %                   |

Fan-Kategorien:
| Kategorien                    | Mwave Online-Abstimmung | Abstimmung auf sozialen Medien | Musikvideo Abrufzahlen |
| ----------------------------- | ----------------------- | ------------------------------ | ---------------------- |
| Worldwide Icon of the Year    | 60 %                    | 20 %                           | 20 %                   |
| Worldwide Fans’ Choice TOP 10 | 60 %                    | 20 %                           | 20 %                   |

### Asiatische Musik
Qualifiziert für eine Nominierung waren Lieder und Alben, die zwischen dem 1. Oktober 2019 und dem 30. September 2020 in Japan, China, Thailand, Vietnam und Indonesien veröffentlicht wurden.
Die Gewinner wurden anhand der Chart-Daten in den jeweiligen Ländern und von einer Expertenjury bestimmt.

### Professionelle Kategorien
Qualifiziert für eine Nominierung waren Mitarbeiter in der Musikindustrie, die an Projekten mitgearbeitet haben, die zwischen dem 1. Oktober 2019 und dem 30. September 2020 veröffentlicht wurden.
Die Gewinner wurden anhand der Chart-Daten in den jeweiligen Ländern und von einer Expertenjury bestimmt.

## Gewinner und Nominierte
Die Gewinner der jeweiligen Preise sind fett dargestellt.
| Artist of the Year (Daesang) | Album of the Year (Daesang) |
| --- | --- |
| - BTS - Blackpink - EXO - Twice - IU | - BTS – Map of the Soul: 7 - Blackpink – The Album - Seventeen – Heng:garæ - IU – Love Poem - Baekhyun – Delight |
| Song of the Year (Daesang) | Worldwide Icon of the Year (Daesang) |
| - BTS – Dynamite - Blackpink – How You Like That - Red Velvet – Psycho - IU – Blueming - Zico – Any Song | - BTS |
| Best New Male Artist | Best New Female Artist |
| - Treasure - Cravity - MCND - TOO - WEi | - Weeekly - Secret Number - Woo!ah! - Natty - Cignature |
| Best Male Group | Best Female Group |
| - BTS - EXO - Got7 - NCT - Monsta X - Seventeen | - Blackpink - Twice - Red Velvet - Mamamoo - IZ*ONE - Oh My Girl |
| Best Male Artist | Best Female Artist |
| - Baekhyun - Kang Daniel - J. Y. Park - Zico - Taemin | - IU - Sunmi - Chungha - Taeyeon - Hwasa |
| Best Dance Performance – Solo | Best Dance Performance – Male Group |
| - Hwasa – Maria - Kang Daniel – Who U Are - Sunmi – pporappippam - Jessi – Nunu Nana - Taemin – Criminal | - BTS – Dynamite - Ateez – Inception - EXO – Obsession - NCT 127 – Kick It - Tomorrow X Together – Can’t You See Me? - Seventeen – Left & Right |
| Best Dance Performance – Female Group | Best Vocal Performance – Solo |
| - Blackpink – How You Like That - Itzy – Wannabe - Twice – More & More - Red Velvet – Psycho - IZ*ONE – Secret Story of the Swan - Oh My Girl – Nonstop | - IU – Blueming - Beak Yerin – Square (2017) - Baekhyun – Candy - Jung Seung-hwan – My Christmas Wish - Taeyeon – Spark |
| Best Vocal Performance – Group | Best Band Performance |
| - Mamamoo – Hip - Winner – Hold - Noel – Late Night - NU’EST – I’m in Trouble - Davichi – Dear. | - DAY6 – Zombie - MC the Max – Bloom - N.Flying – Oh Really. - Leenalchi – Tiger Is Coming - Hyukoh – Help |
| Best Hip Hop & Urban Music | Best Collaboration |
| - Zico – Any Song - Giriboy – Eul (feat. BIG Naughty) - Yumdda – Amanda (feat. Simon Dominic) (Prod. By UNTITLEDS) - Lee Hi – Holo - Changmo – Meteor | - IU – Eight – (Prod. & feat. Suga of BTS) - J. Y. Park – When We Disco (Duet with Sunmi) - Bolbbalgan 4 – Leo (feat. Baekhyun) - Sung Si-kyung, IU – First Winter - Zico – Summer Hate (feat. Rain) |
| Best OST | Best Music Video |
| - Gaho – Start (Itaewon Class) - Baek Yerin – Here I Am Again (Crash Landing on You) - Sandeul – Slightly Tipsy (She is My Type) - Joy – Introduce Me a Good Person (Hospital Playlist) - Cho Jung-seok – Aloha (Hospital Playlist)                                                                                             | - BTS – Dynamite |
| Worldwide Fan‘s Choice Top 10 | Special Awards |
| - BTS - Blackpink - Twice - Mamamoo - Seventeen - Ateez - Got7 - Tomorrow X Together - Treasure - NCT | - Best Asian Artist (Japan) – Official Hige Dandism - Best Asian Artist (Mandarin) – G.E.M. - Best Asian Artist (Thailand) – Ink Waruntorn - Best Asian Artist (Indonesien) – Rizky Febian - Best Asian Artist (Vietnam) – Binz - Best New Asian Artist (Japan) – Fujii Kaze - Best New Asian Artist (Mandarin) – Chin Siou - Best New Asian Artist (Thailand) – Milli - Best New Asian Artist (Indonesien) – Tiara Andini - Best New Asian Artist (Vietnam) – Amee - Best New Asian Artist – JO1 - Best of Next – Cravity - Discovery of the Year – Ateez - Best Stage – Monsta X - Favorite Dance Performance (Group) – Tomorrow X Together für Can’t You See Me - Favorite Dance Performance (Male Solo) – Taemin für Criminal - Favorite Dance Performance (Female Solo) – Jessi für Nunu Nana - Favorite Male Group – NCT - Favorite Female Group – IZ*ONE - Favorite Asian Artist – WayV - Global Favorite Performer – Seventeen - The Most Popular Artist – Twice - Notable Achievement Artist – Seventeen - Inspired Achievement – BoA |
| Professional Awards | |
| - Best Executive Producer of the Year – Bang Si-hyuk - Best Producer of the Year – Pdogg - Best Composer of the Year – Yovie Widianto - Best Engineer of the Year – Goo Jong-pil, Kwon Nam-woo - Best Video Director of the Year – Lumpens - Best Choreographer of the Year – Quang Dang - Best Art Director of the Year – MU:E | |

## Moderation und Präsentatoren
| Name                          | Anmerkungen |
| ----------------------------- | --- |
| Song Joong-ki                 | Moderation, Präsentator für Song of the Year                                                                   |
| Byeon Woo-seok, Hwang In-yeop | Präsentatoren für Best New Male Artist und Best New Female Artist                                              |
| Bae Jung-nam, Lee Sun-bin     | Präsentatoren für Best Dance Performance – Male Group, Best Dance Performance – Solo und Discovery of the Year |
| Lee Do-hyun, Go Bo-gyeol      | Präsentatoren für Best Band Performance und Favorite Dance Performance – Female Solo                           |
| Joo Woo-jae, Lee Yubi         | Präsentatoren für Best of Next und Best Vocal Performance – Group                                              |
| James Corden                  | Präsentator für Album of the Year                                                                              |
| Gong Myung, Choi Soo-young    | Präsentatoren für Worldwide Fan’s Choice                                                                       |
| Yoo Yeon-seok, Jung Kyung-ho  | Präsentatoren für Worldwide Fan’s Choice                                                                       |
| Lim Su-jeong, Lee Da-hee      | Präsentatoren für Worldwide Fan’s Choice                                                                       |
| Yang Kyung-woo, Park Ha-seon  | Präsentatoren für Best Stage, Favorite Dance Performance – Group, Notable Achievement Artist                   |
| Kim Ji-suk, Lim Soo-hyang     | Präsentatoren für Best Music Video, Favorite Asian Artist                                                      |
| Lee Sang-yeob, Park Kyu-young | Präsentatoren für Favorite Female Group, Favorite Male Group                                                   |
| Park Seo-joon                 | Präsentator für Worldwide Icon of the Year                                                                     |
| Yoon Bak, Kang Han-na         | Präsentatoren für Favorite Dance Performance – Male Solo, Global Favorite Performer                            |
| Jung Moon-sung, Jeon Mi-do    | Präsentatoren für Best Mal Group                                                                               |
| Gong Myung                    | Präsentator für BoA 20th Anniversary Special                                                                   |
| Jeon Hye-jin                  | Präsentatorin für The Most Popular Artist                                                                      |
| Lee Jung-jae                  | Präsentator für Artist of the Year                                                                             |

## Liveacts
| Name                                    | Titel                                                               | Motto                         |
| --------------------------------------- | ------------------------------------------------------------------- | ----------------------------- |
| Taemin                                  | Intro, Criminal, Idea                                               | The Dawn of a NEW-TOPIA       |
| Jessi                                   | Nunu Nana                                                           | I Am What I Am                |
| Hwasa                                   | Maria                                                               | I Am What I Am                |
| Jessi & Hwasa                           | Gang (MAMA Ver.)                                                    | I Am What I Am                |
| Enhypen                                 | Into the I-LAND (Piano Ver.), Intro: Walk the Line, Given-Taken     | On the Borderline             |
| Cravity & Monsta X                      | Break All The Rules, Beast Mode, Dramarama Shoot Out, Love Killa    | Heaven And Hell               |
| Oh My Girl                              | Nonstop                                                             | Total Eclipse                 |
| (G)I-dle                                | Dumdi Dumdi                                                         | Total Eclipse                 |
| Oh My Girl & (G)I-dle                   | Bad Girl Good Girl                                                  | Total Eclipse                 |
| The Boyz                                | The Beginning of the End (Reveal & Checkmate)                       | Qui fert pondus coronae velit |
| Ateez                                   | Dona Eis Requiem (Inception & Answer)                               | Qui fert pondus coronae velit |
| Stray Kids                              | Victory Song (MAMA ver.)                                            | Qui fert pondus coronae velit |
| The Boyz, Ateez, Stray Kids             | Open the Gate of Hell, Traingular Fight                             | Qui fert pondus coronae velit |
| JO1                                     | Infinity, Shine A Light                                             | Infinite Light                |
| Treasure                                | Boy, I Love You, MMM                                                | Find your TREASURE            |
| Tomorrow X Together                     | Short Hair, She Was Pretty, Dynamite, Blue Hour (Dance Break ver.)  | Welcome to the Disco          |
| IZ*ONE                                  | La Vie en Rose, Violeta, Fiesta, Secret Story of the Swan, Panorama | One-REELER                    |
| Got7                                    | Not by the Moon, Last Piece                                         | The Last Piece of NEW-TOPIA   |
| Mamamoo                                 | Aya + Dingga (Agrabah Ver.)                                         | Promised Land                 |
| Seventeen                               | Left & Right, Home;Run                                              | Door to Youthopia             |
| NCT                                     | From Home (Arranged Ver.)                                           | Resonance of NCT              |
| WayV                                    | Turn Back Time                                                      | Resonance of NCT              |
| NCT Dream                               | Ridin                                                               | Resonance of NCT              |
| NCT 127                                 | Kick It                                                             | Resonance of NCT              |
| NCT                                     | Resonance                                                           | Resonance of NCT              |
| Twice                                   | More & More, I Can’t Stop Me, Cry For Me                            | Paradise, Lost                |
| Winter (Aespa)                          | ID; PeaceB                                                          | BoA 20th Anniversary Special  |
| (G)I-dle                                | Listen to My Heart                                                  | BoA 20th Anniversary Special  |
| YooA (Oh My Girl)                       | Tree                                                                | BoA 20th Anniversary Special  |
| Yena, Eunbi, Chaeyeon, Chaewon (IZ*ONE) | Atlantis Princess                                                   | BoA 20th Anniversary Special  |
| BoA                                     | No. 1, Only One, Better                                             | You’re Still My No. 1         |
| BTS                                     | On, Dynamite, Life Goes On                                          | On & On                       |